# Birmingham-Shuttlesworth International Airport
Birmingham–Shuttlesworth International Airport (IATA: BHM, ICAO: KBHM) är en kombinerat internationell och militär flygplats som betjänar området kring Birmingham och Tuscaloosa i Alabama i USA. Den ligger i Jefferson County, åtta kilometer nordost om Birminghams centrum och är Alabamas största flygplats.

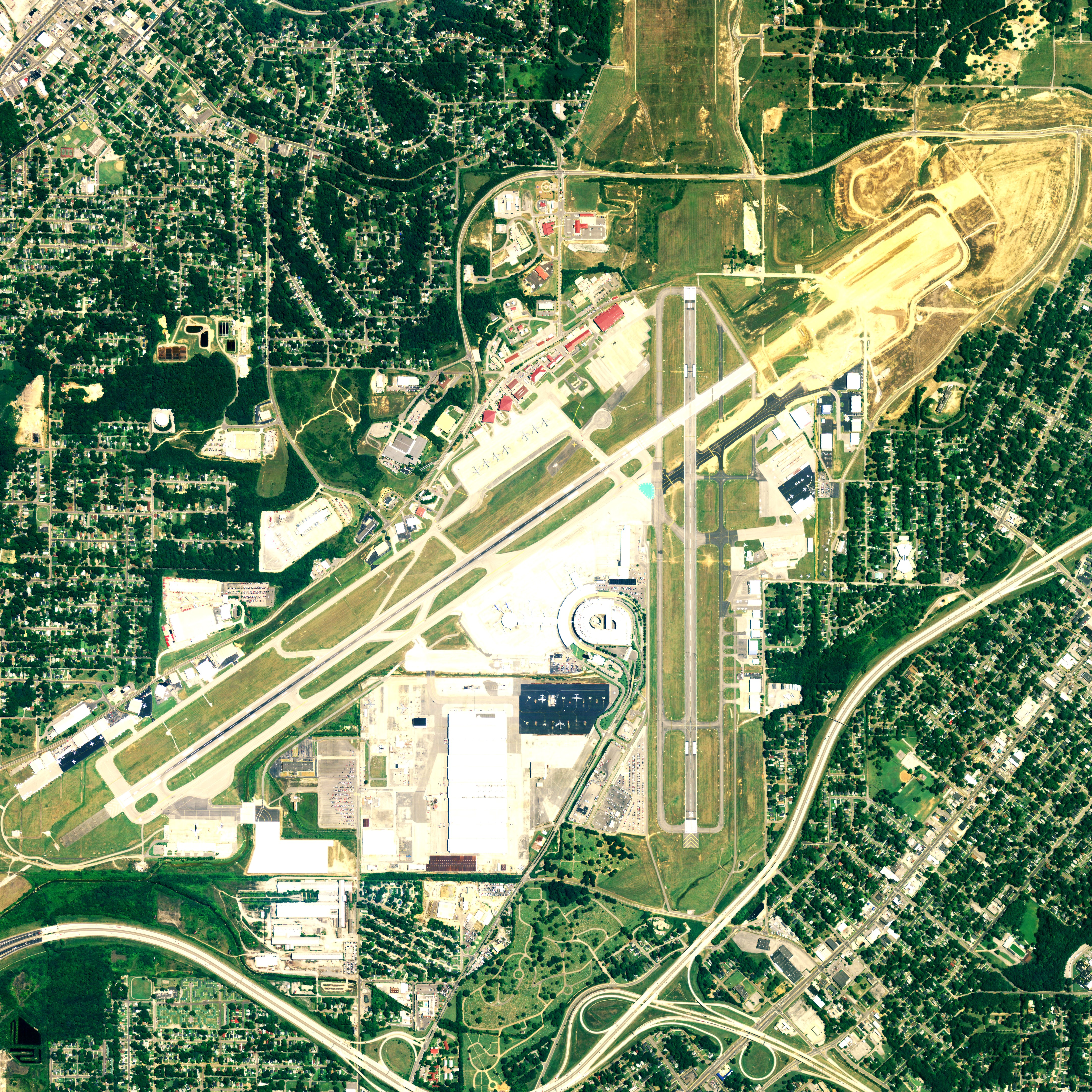
Satellitbild av Birmingham–Shuttlesworth International Airport.